# Hank Green
 (novembre 2018).
William Henry « Hank » Green II, né le 5 mai 1980 à Birmingham, Alabama, est un entrepreneur, vulgarisateur scientifique, producteur, musicien, vlogueur et auteur américain.
Il est connu entre autres pour la chaîne YouTube Vlogbrothers, sur laquelle lui et son frère John Green publient régulièrement des vidéos, ainsi que pour les chaînes de vulgarisation Crash Course et SciShow dont il est l'un des créateurs et présentateurs.

## Œuvres

### Livres
- Un truc de fou, Denoël, 2019 ((en) An Absolutely Remarkable Thing, 2018)  (ISBN 978-2-207-14271-4)
- Un truc vraiment dingue, Denoël, 2022 ((en) A beautiful foolish endeavor, 2020)  (ISBN 978-2-207-14276-9)

## Honneurs
L'astéroïde (13943) Hankgreen est nommé en son honneur.